# Esprit Charles Clair de La Bourdonnaye
Pour les articles homonymes, voir Blossac.
Pour les autres membres de la famille, voir famille de La Bourdonnaye.
Esprit Charles Clair, marquis de La Bourdonnaye, comte de Blossac(6 juin 1752 à Paris - 17 mai 1829 à Goven), est un général et homme politique français, maire de Rennes de 1808 à 1814.

## Biographie

### Famille
Esprit Charles Clair de La Bourdonnaye est le fils de Paul Esprit Marie de La Bourdonnaye et de Madeleine Louise Le Peletier de La Houssaye. Il épouse en 1781, Louise de Chauvelin, dame d'honneur de Madame Elisabeth et fille de François Claude Chauvelin. Ils ont un fils Arthur Charles Esprit de La Bourdonnaye.

### Carrière militaire
Volontaire puis sous-lieutenant dans les carabiniers en 1771, il est capitaine en 1774 dans le régiment Royal Cavalerie. Il passe dans une compagnie de gendarmes de la Maison militaire du roi en 1779. Colonel du régiment de Forez en 1788, il se retire avec le grade de maréchal de camp en mars 1791.
Il émigre alors et fait campagne dans l’armée des Princes puis passe à l’armée anglaise en Hollande, de 1792 à 1794 totalisant plus de 28 ans de service.
Pendant ce temps, ses terres de la Bourdonnaye et de Coëtion sont vendues comme biens nationaux. À son retour en France, il récupère une grande partie de ses biens, grâce à sa femme qui avait pu les racheter en passant par un intermédiaire, et en vendant tous ses bijoux.

### Mairie de Rennes
Nommé maire de Rennes le 18 mars 1808. Il est fait baron d'Empire par lettres patentes du 30 octobre 1810. Il est remplacé à la mairie en septembre 1814 par Charles-Marie Desnos de La Grée.
Chevalier de la Légion d'honneur.
Il meurt à Rennes en 1829.